# Axis Communications
Axis Communications AB is een Zweedse fabrikant van netwerkcamera's voor de fysieke beveiligings- en videobewakingsindustrie.